# Alfred Heyne
Georg Alfred Heyne (* 20. November 1792 in Göttingen; † 11. Februar 1874 ebenda) war ein deutscher Verwaltungsjurist. 

## Leben
Alfred Heyne war Sohn des Göttinger Hochschullehrer Christian Gottlob Heyne und seiner zweiten Ehefrau Georgine Brandes, Tochter des Hofrats Georg Friedrich Brandes.
Nach dem Schulbesuch an der Klosterschule Ilfeld von Ostern 1807 bis Michaelis 1809 begann Alfred Heyne das Studium der Rechtswissenschaften an der Universität Göttingen, wo er zunächst in den Clubb der Hannoveraner eintrat, der nach dem Verbot des Corps Hannovera Göttingen infolge der Gendarmen-Affäre in der Illegalität fortbestand. Zum Sommersemester 1812 wechselte er an die Universität Heidelberg und wurde dort Mitglied des Corps Hannovera Heidelberg. Er kehrte zum Wintersemester 1812/1813 nach Göttingen zurück und wurde Consenior des Corps. Als solcher gehört er am 2. April 1813 gemeinsam mit dem Senior der Hannoveraner Zachariae zu den Unterzeichnern des zweiten Göttinger SC-Comments, mit welchem der Göttinger Senioren-Convent seine Statuten aus dem Jahr 1809 neu fasste. Sein studentisches Stammbuch mit Memorabilien dieser Zeit befand sich Anfang der 1930er Jahre im Besitz seiner Nachfahren. An den Befreiungskriegen nahm er als Leutnant der Hannoverschen Landwehr teil. Er trat in den Verwaltungsdienst des Königreichs Hannover ein und wurde 1818 zunächst Amtsassessor am königlichen Gerichtsschulzenamt in Göttingen. 1841 erfolgte seine Beförderung zum hannoverschen Amtmann im Amt Northeim in der Landdrostei Hildesheim.
1856 wurde er hannoverscher Oberamtmann in Northeim und behielt diese Stellung bis zu seinem Eintritt in den Ruhestand am 1. Oktober 1865.
Alfred Heyne war seit 1818 verheiratet mit Georgine Sophie Henriette Heinsius, Tochter des Amtmanns Georg August Gabriel Heinsius († 1818) in Niedeck. Er war Halbbruder der Göttinger Universitätsmamsell Therese Huber.